# Jak and Daxter
Jak and Daxter est une série de jeux vidéo de plates-formes / aventure créée en 2001 par Naughty Dog.
En février 2022, une adaptation en film de Jak & Daxter pour le compte de Sony Pictures est à l'étude.

## Épisodes

### Série principale
- 2001 – Jak and Daxter: The Precursor Legacy – PS2
- 2003 – Jak II : Hors-la-loi – PS2
- 2004 – Jak 3 – PS2

### Jeux dérivés
- 2005 – Jak X – PS2
- 2006 – Daxter – PSP
- 2009 – Jak and Daxter: The Lost Frontier – PS2 et PSP

### Compilations
- 2012 – The Jak and Daxter Trilogy est une compilation sortie sur PlayStation 3 et PlayStation Vita de la trilogie.
- 2017 – The Jak and Daxter Collection est une compilation sortie sur PlayStation 4 des trois opus de la série principale et du jeu dérivé Jak X, tous publiés à l'origine sur PlayStation 2[2].

## Personnages
Le joueur incarne le personnage éponyme Jak, Mar de son vrai nom, capable de canaliser l'Eco à travers son corps, ce qui lui donne certains pouvoirs. Il est accompagné de son meilleur ami Daxter transformé en petit animal et juché sur son épaule. Au cours des aventures les deux protagonistes sont accompagnés par leurs amis Samos et Keira. Ensemble ils rencontrent de nombreux autres personnages au cours des différents jeux.

## Univers

### Mythologie
Au travers des jeux, le joueur découvre un univers où les Précurseurs occupent une place importante. Ce sont une civilisation ancienne et extrêmement développée, qui ont bâti au moins en partie le monde sur lequel évolue le joueur dans la trilogie principale. Cette civilisation est, à l'époque de l'action, presque éteinte, leur bâtiments et leur technologie que l'on peut trouver dans les différentes régions du monde sont considérés comme des reliques ou des artefacts par les personnages.
La technologie des précurseurs utilise l'Éco, qui peut être définie comme une substance magique ou une forme d'énergie. Son importance est fondamentale dans l'univers. À la manière des quatre éléments qui se retrouvent dans les théories de la philosophie naturelle, il y a quatre Éco de couleur. L'Éco verte, reliée aux formes de vie, s'apparente à une forme d'énergie vitale. Dans le premier jeu, elle représente un objet de soin pour le joueur. L'Éco bleue, représente l'énergie cinétique, elle alimente les machines des précurseurs. Les deux derniers sont l'Éco jaune et rouge.
Les quatre Éco peuvent fusionner pour donner l'Éco blanche ou l'Éco de lumière, l'une des deux Éco fondamentales avec son antithèse : l'Éco noire. Ces deux Éco représentent l'équilibre de l'univers, à l'image du symbole du Yin-Yang très présent dans les différents jeux.

### Environnement
Le monde dans lequel évolue le joueur est probablement une planète, au moins en partie construite par les précurseurs. Les humains y vivent au sein de villages ou de l'Abriville, la seule ville du monde.
Le monde est également peuplé de monstres. Parmi eux, les Lurkers sont une espèce semi-civilisée récurrente dans les jeux. Les Metal-Heads sont une famille de monstres s'apparentant à des insectes et qui, contrairement aux autres monstres du monde, ont une importance majeure dans l'univers, en tant qu'ennemis historiques des précurseurs.

## Histoire
L'histoire principale de la trilogie s'articule autour d'une boucle temporelle centrée sur le personnage de Mar, l'autre nom de Jak.
Les aventures des protagonistes débutent lorsque Daxter est transformé en animal nommé « beloutre » lorsqu'il plonge accidentellement dans une cuve d'Éco noire. Ils doivent alors partir à la rencontre de Gol, à l'époque le seul sage ayant suffisamment étudié l'Éco noire pour pouvoir soigner Daxter.
Se révélant corrompu par l'Éco noire, Gol est vaincu par Jak à l'aide de l'Éco blanche. Il découvre alors une Chrononavette, un véhicule servant à voyager dans le temps basé sur une technologie précurseur. Samos, Keira, Jak et Daxter partent grâce à elle à la fin du premier jeu dans un futur dystopique où ils découvrent Abriville, une métropole fortifiée bâtie par le légendaire héros nommé Mar sur les ruines de leur ancien village, dans laquelle l'Éco noire a été suffisamment maitrisée pour devenir la source d'énergie principale de toute la ville : ses machines, ses véhicules, ses logements, son informatique.
Jak est immédiatement capturé par les forces armées de la ville, la Grenagarde. Le tyrannique Baron Praxis, dirigeant d'Abriville, ayant été averti de la nature de Jak, du lieu et du moment exact de l'atterissage de la Chrononavette par la prédiction de l'oracle Onin, prévoit d'étudier les capacités surnaturelles de Jak à canaliser l'Éco, afin d'en faire une puissante arme humaine capable de lutter contre les Metal-Heads, . Après deux ans d'emprisonnement et de torture sous la forme d'injections d'Éco noire, Daxter libère Jak de prison. Ce dernier est radicalement transformé, il devient doué de parole et s'emplit de soif de vengeance et d'émotions négatives provoquées par l'Éco noire qui circule dans son corps.
En sortant de prison, il rencontre un petit garçon qui n'est autre que lui-même enfant, accompagné du jeune Samos. En parallèle, Keira fabrique une Chrononavette basée sur les souvenirs qu'elle a de celle qui les a amenés dans le futur, souhaitant rentrer dans ce qu'elle pense être son époque. Finalement, Jak et ses alliés envoient le jeune Jak et le jeune Samos dans le passé, après avoir appris l'identité du jeune enfant, concluant le second jeu, et la boucle temporelle.
Le jeune Jak sera alors éloigné du danger des Metal-Heads et pourra accomplir sa destinée : grandir à l'époque du premier jeu, ouvrir la brèche temporelle ayant permit aux Metalheads de s'abattre sur le monde, et conduisant Mar, l'ancêtre de Jak, à batir Abriville afin de protéger la Pierre des Précurseurs, une gemme au pouvoir destructeur compromettant l'univers entier. La Chrononavette fabriquée par Keira n'est autre que celle que Jak a découvert plus tôt.
Le baron Praxis étant vaincu, Jak et ses amis assurent le commandement d'Abriville, mais victime d'un complot organisé par le comte Veger, il se fait bannir et exiler dans le désert. Il y rencontre son père, Damas, ancien dirigeant d'Abriville, exilé lui aussi et désormais roi de Spargus, un village fortifié, très archaïque comparé à la très moderne Abriville. En essayant de se trouver une nouvelle vie, Jak découvre l'existence d'une prophétie annonçant l'arrivée de l'Étoile du Jour. Celle-ci est en réalité un vaisseau spatial des précurseurs noirs, des précurseurs ayant été corrompus, voguant depuis à travers l'univers pour détruire et corrompre des mondes à l'aide de leur technologie avancée.
Son aventure le mène à un temple précurseur où il trouve des sources d'Éco blanche, qu'il peut canaliser, ce qui lui fait retrouver son équilibre. Cela permet d'éteindre ses émotions négatives de retrouver la motivation qu'il avait perdu. Il découvre que le complot de Veger a servi à excaver l'entrée des catacombes précurseurs, le centre de la planète où se trouve le système de défense planétaire, la seule arme capable de détruire le vaisseau des précurseurs noirs.
Après avoir appris que Damas était son père et que son vrai nom est Mar, en référence à la première grande maison d'Abriville dont ils descendent, Jak poursuit Veger jusqu'au centre du vaisseau, et une fois arrivé, fait la rencontre de trois précurseurs encore en vie. Il découvre qu'ils sont en réalité des « beloutres », similaires à Daxter. L'arme est activée, Veger est neutralisé, et le vaisseau noir parvient à être détruit, ce qui clôt la trilogie principale.